# Пароочисник

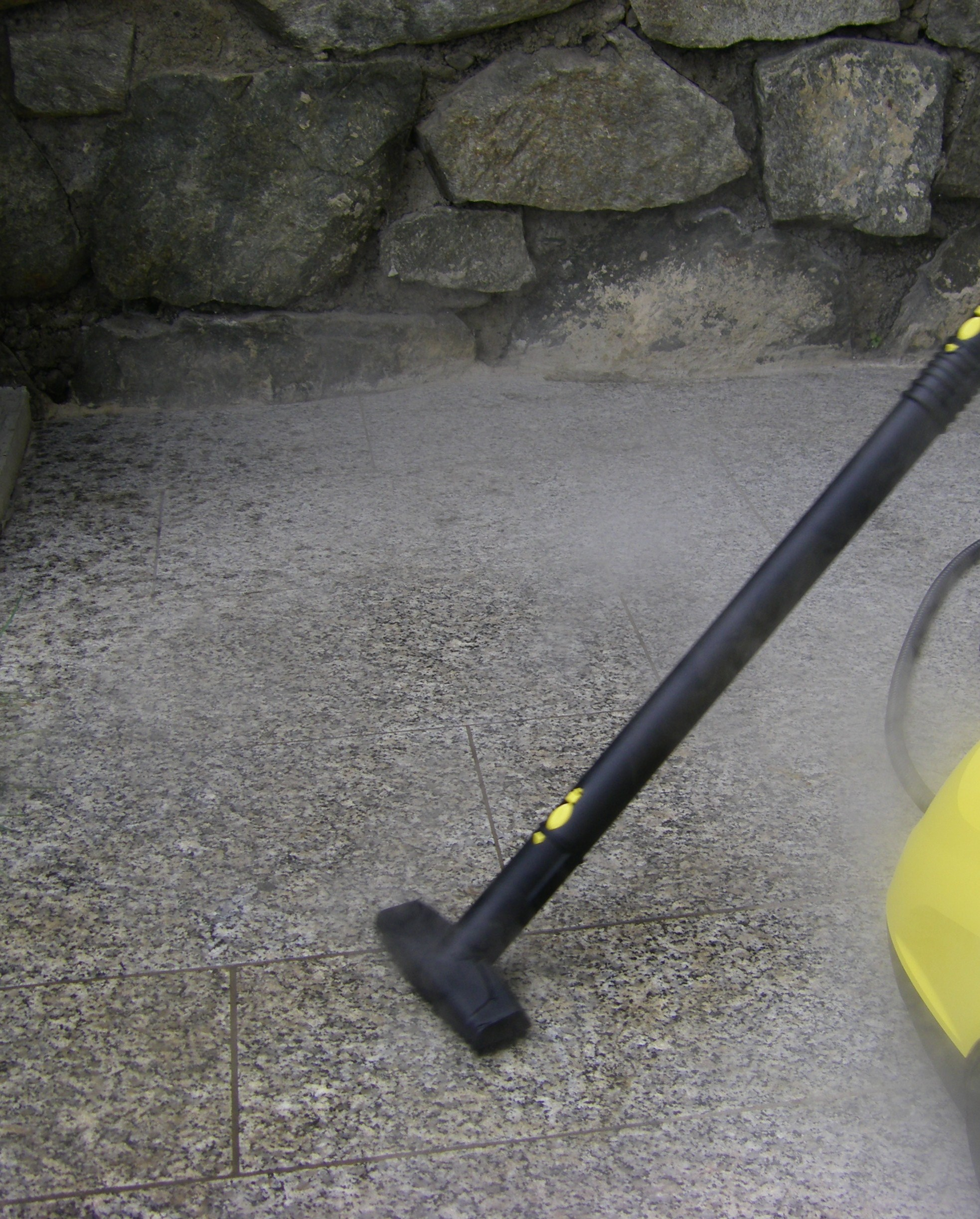
Пароочисник

Пароочисник (іноді — парогенератор) — прилад, який використовується для чищення й дезінфекції поверхонь і матеріалів, стійких до впливу гарячої пари.
Здатність пароочисників виробляти пару з досить низькою вологістю дозволяє використовувати їх як в промисловості або на виробництві, так і в домашньому господарстві.

## Принцип дії
Чистяча дія пароочисника досягається за рахунок суміщення розчинюючих властивостей води, високої температури і механіки. Наявність останньої, забезпечує вплив струменів і/або спеціальної насадки (латунних, поліпропіленових щіток різної форми, серветок з мікроволокна).
Пара генерується в резервуарі, який нагріває воду, що там знаходиться до температури 115-155C для виробництва пари низького тиску (кілька атмосфер) і низької вологості (4-6%).
У резервуарі під дією нагрівального елемента вода закипає і перетворюється на пару, в баку утворюється надлишковий тиск. При відкриванні спускового клапана струмінь пари виходить у паропровід, а потім в насадку і на поверхню що очищається. Потрапивши на поверхню, гаряча пара розплавляє парафінуючі речовини, розчиняє і емульгує ряд забруднювачів, змочує забруднювач, проникає між забруднювачем і поверхнею, що призводить до відшарування бруду.
Потім бруд може бути з легкістю видалений пилосмоком або серветкою, залежно від матеріалу, що очищується.

## Види пароочисників
За призначенням:
- побутові;
- професійні пересувні;
- професійні стаціонарні.

За мобільністю:
- ручні;
- легкі на власному шасі;
- важкі на власному шасі;
- встановлюються на автомобілі;
- стаціонарні.

## Використання
Пароочисники відносяться до екологічно чистих приладів, що знайшли своє місце в різних галузях життя.
Серед особливостей їх використання можна виділити наступні:
- Для ефективного застосування вони не вимагають чистячих засобів[3];
- Здатні знезаражувати без використання дезінфікуючих речовин[4];
- Не вимагають використання хімікатів для знищення пилових кліщів в килимах, постільній білизні та м'яких меблях[5].